# Orbest Orizonia Airlines
A Orbest Orizonia Airlines (anteriormente Iberworld Airlines, S.A.) foi uma companhia aérea baseada em Palma de Maiorca, Espanha. Opera voos charter para a Europa e Caraíbas; voos regulares domésticos; e voos regulares internacionais para Havana e Salvador. 

## História
A Iberworld Airlines foi criada em 1988 e começou a operar em 12 de Abril de 1998. Foi fundada pelo Grupo Iberostar, uma empresa espanhola de turismo. Actualmente faz parte do grupo Orizonia Corporación, um dos principais operadores turísticos da Europa. 

## Frota

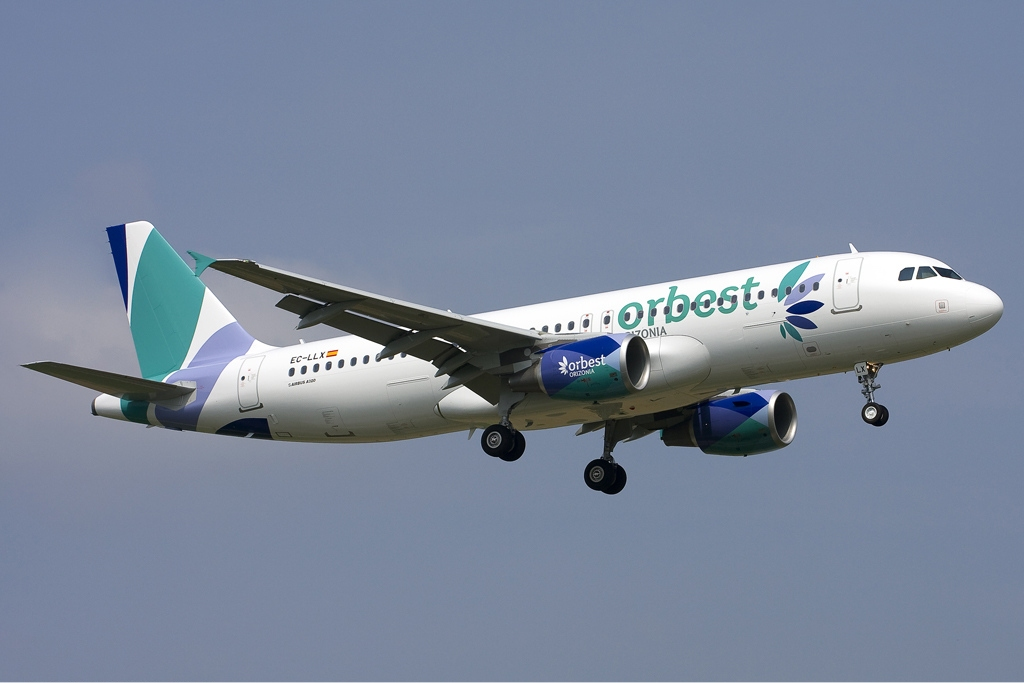
Airbus A320 da Orbest

(em Fevereiro de 2008)
- 7 Airbus A320-200
- 3 Airbus A330-300